# Mausolée d'Amannisa Khan
Pour les articles homonymes, voir Yarkand (homonymie).
Le mausolée d'Amannisa Khan (chinois : 阿曼尼莎汗陵 ; pinyin : Āmànníshā hànlíng ; litt. « mausolée du Khan Amannsia ») est un mausolée de Yarkand, le chef-lieu du xian de Yarkand, dans la préfecture de Kachgar, en région autonome ouïghour du Xinjiang, en Chine.
Amannisa Khan était une poète et l'épouse de Abdurashid Khan, dirigeant du bref Khanat de Yarkand. D'autres personnalités de ce khanat, sont enterrées dans le cimetière royal du Khanat de Yarkand, situé derrière la mosquée Altyn.